# Kryoteknik
Kryoteknik är den gren av fysiken som studerar framställningen av låga temperaturer (under -150°C eller 123 K) och effekterna på material vid dessa temperaturer.

## Definitioner
Det är viktigt att skilja mellan kryoteknik, kryobiologi och kryonik.
KryoteknikDe grenar av fysik och teknik som studerar mycket låga temperaturer, framställningen av dem, och hur materia beter sig i dessa temperaturer. Istället för de mer vardagliga celsius- och fahrenheitskalorna använder kryotekniker kelvin- och rankineskalan.
KryobiologiBiologigrenen som studerar låga temperaturers effekter på organismer.
KryonikEn medicinsk teknologi för bevarandet av människor och djur i syfte med senare återupplivning. Kryonik söker tillämpa resultaten från flera vetenskapsgrenar, bland andra kryoteknik, kryobiologi, reologi, med flera.
Temperaturen där kryoteknik börjar är inte väldefinierad. Enligt Nationalencyklopedin är främst temperaturerna –196 °C till –50 °C, men National Institute of Standards and Technology betraktar kryoteknik som vetenskapsfältet som behandlar temperaturer under –180 °C (93,15 K). Logiken bakom detta temperaturval är att de normala kokpunkterna för vanliga gaser (som helium, väte, neon, kväve, syre, och normal luft) ligger under -180 °C medan freon, vätesulfid och andra kylämnen har kokpunkter över -180 °C.

## Industriella tillämpningar

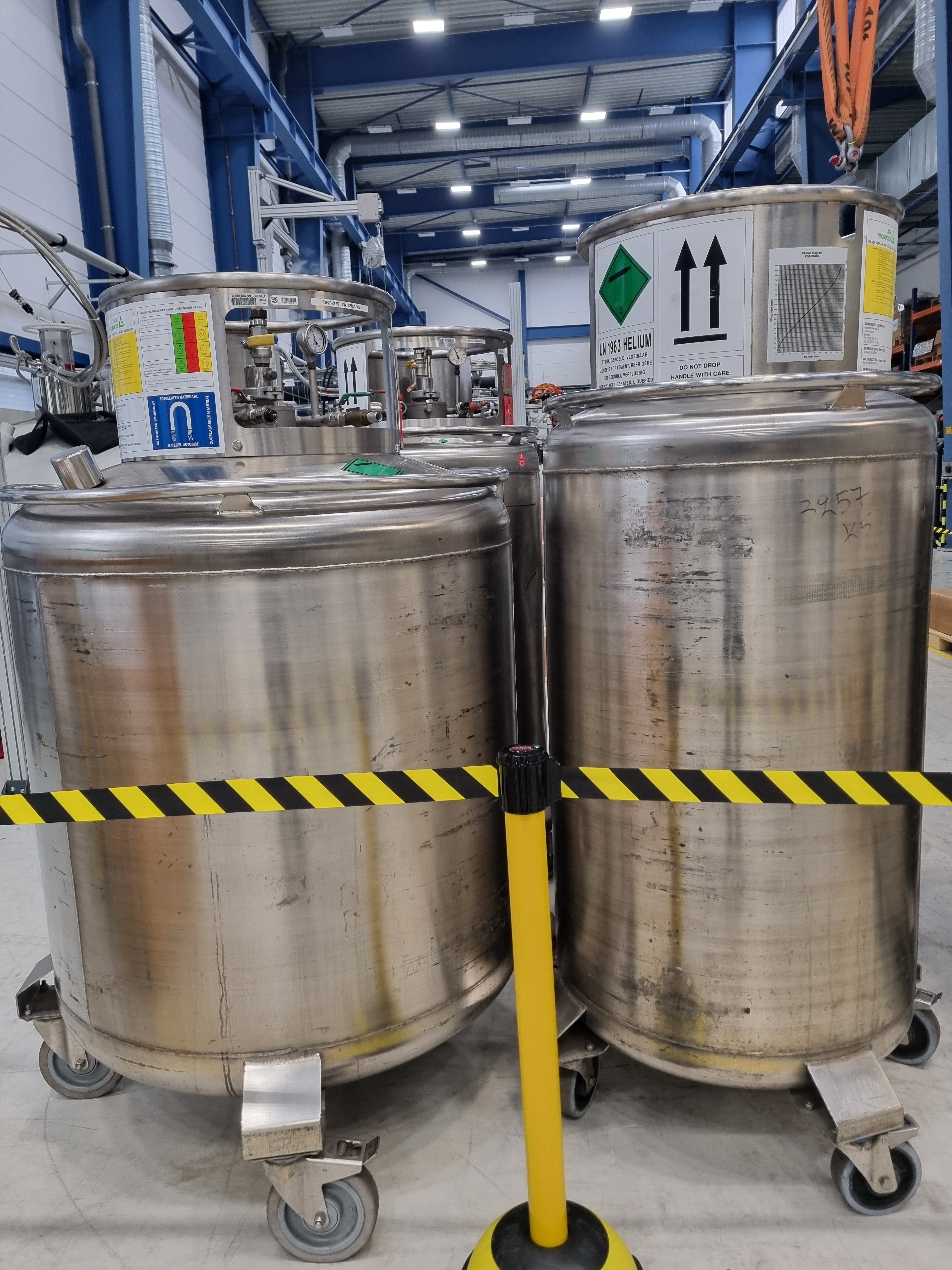
Behållare för transport av flytande helium.

Gaser i flytande form, som flytande kväve och flytande helium, används i många kryotekniska tillämpningar. Flytande kväve är det vanligaste kylmedlet inom kryotekniken, är förhållandevis billigt att framställa och kan köpas lagligt på de flesta håll. Flytande helium används också mycket, och gör de allra lägsta temperaturerna möjliga.
Dessa gaser lagras antingen i dewarflaskor, speciella termoskärl som är runt 1,8 m höga och 90 cm i diameter, eller enorma tankar i större kommersiella sammanhang. Dewarflaskor heter så efter uppfinnaren James Dewar, som var först att framställa flytande väte. Kryogeniska pumpar används för att överföra flytande gaser mellan kärl.
Kryogener, som flytande kväve, används vidare för speciella kyl- och frystillämpningar. Några kemiska reaktioner, som de som används för att framställa de aktiva ingredienserna i läkemedlet statin, måste ske i låga temperaturer runt -100 °C. Särskilda kryotekniska kemiska reaktorer används för att avlägsna reaktionsvärme och tillhandahålla en lågtemperaturmiljö. Frysning av matvaror och bioteknologiska produkter som vacciner kräver flytande kväve och fryssystem.
De mekaniska egenskaperna hos vissa material kan modifieras genom kryoteknisk behandling. Några mjuka eller elastiska material blir hårda och bräckliga vid väldigt låga temperaturer, vilket gör kryoteknisk malning ett alternativ för några material som inte kan malas enkelt i högre temperaturer. Framställning av "hårda" vakuum i industriella processer åstadkoms ofta med kryopumpar som avlägsnar fria gasmolekyler från ett område genom att fånga dem på med kryoteknik nedkylda ytor.
Ett annat kryotekniskt användningsområde är framställning av flytande bränslen, främst flytande väte och syre, för användning som raketbränsle. Till exempel använder Nasas rymdfärja kryotekniskt framställt flytande syre och flytande väte som det huvudsakliga drivmedlet för att kunna försätta sig i omloppsbana runt Jorden, såväl som alla raketer som byggdes för det sovjetiska rymdprogrammet av Sergej Koroljov.